# Miatta Fahnbulleh (ca sĩ)
Miatta Fahnbulleh là một ca sĩ và nhà hoạt động xã hội người Liberia. Kể từ tháng 5 năm 2017, bà là điều phối viên tạm thời của công dân có liên quan để bảo vệ Hiến pháp.

## Cuộc sống ban đầu
Sinh ra và lớn lên ở Monrovia, Fahnbulleh là con gái của Liberia chính trị gia và nhà ngoại giao H. Boimah Fahnbulleh, Sr  và ủng hộ của phụ nữ và một lần thiện chí Liberia của Đại sứ cho bà mẹ và Sức khỏe trẻ em Mary Brownell. bà là chị gái của Henry Boimah Fahnbulleh, Jr., cựu Bộ trưởng Ngoại giao và Cố vấn An ninh Quốc gia.
Fahnbulleh tốt nghiệp trung học ở Sierra Leone, nơi cha bà là đại sứ từ Liberia. Bà muốn trở thành ca sĩ, nhưng những trở ngại xã hội ở quê nhà chống lại phụ nữ biểu diễn ở những địa điểm công cộng đã dẫn đến việc bà tìm kiếm cơ hội ở nơi khác. Bà theo học trường cao đẳng ở Kenya, trở về Liberia sau khi bỏ học. Sau khi hát một thời gian ở Monrovia, sau đó bà rời Hoa Kỳ vào năm 1968 để học ngành báo chí.

## Sự nghiệp
Khi còn ở Hoa Kỳ, Fahnbulleh học tại Học viện Âm nhạc và Kịch nghệ Hoa Kỳ. bà cũng biểu diễn, hát tại Nhà hát Apollo ở Harlem và làm việc với công ty Hòa âm Negro của New York.
Năm 1973, bà đến thăm Liberia để hát tại lễ nhậm chức của Tổng thống William R. Tolbert Jr., và quay trở lại hoàn toàn vào năm 1974. Bà đi lưu diễn ở Châu Âu và Tây Phi và làm việc với Hugh Masekela, lưu diễn ở Hoa Kỳ với anh ấy vào năm 1976. Năm 1977, bà biểu diễn tại Liên hoan văn hóa nghệ thuật đen thế giới, FESTAC 77, ở Lagos, Nigeria.
Fahnbulleh chuyển đến Anh vào năm 1977, nơi bà ở lại và biểu diễn trong bảy năm  cho đến khi trở lại Liberia. Kể từ đó, bà đã trở thành một người ủng hộ mạnh mẽ cho các vấn đề của phụ nữ và trẻ em. Bà đã ủng hộ việc đưa phụ nữ vào các vị trí chính phủ cao hơn, và năm 2005, bà thành lập trường Obaa's Girls Outreach (OGEO), "cung cấp hơn 180 học bổng cho các bà gái bà hy vọng sẽ trở thành thế hệ lãnh đạo tiếp theo của Liberia. "  Bà đã trả giá cho thượng viện Liberia vào năm 2014. Bà đã đại diện cho Bộ Y tế với tư cách là Đại sứ thiện chí về Giảm thiểu tử vong cho bà mẹ và Sức khỏe trẻ em. Kể từ tháng 5 năm 2017, bà là điều phối viên tạm thời của công dân có liên quan để bảo vệ Hiến pháp.
Bà là người kể chuyện của bộ phim tài liệu The Land Beneath Our feet, về các vấn đề đất đai ở Liberia.

## Danh sách đã chọn
- Ở Kokolioko (1979)
- Miatta (1979)
- Just 4-U (1989)
- The Message Of The Revolution